# Služba vytvářející důvěru
Služba vytvářející důvěru spočívá
- ve vytváření, ověřování shody a ověřování platnosti elektronických podpisů, elektronických pečetí nebo elektronických časových razítek, služeb elektronického doporučeného doručování a certifikátů souvisejících s těmito službami nebo
- ve vytváření, ověřování shody a ověřování platnosti certifikátů pro autentizaci internetových stránek nebo
- v uchovávání elektronických podpisů, pečetí nebo certifikátů souvisejících s těmito službami.[1][2]

Služby vytvářející důvěru jsou provozovány tzv. poskytovateli služeb vytvářejících důvěru.